# شیله (داغستان)
شیله (به لاتین: Shile) یک منطقهٔ مسکونی در روسیه است که در داغستان واقع شده‌است.